# Rachunek zdań
Rachunek zdań – dział logiki matematycznej badający związki między zmiennymi zdaniowymi (zdaniami) lub funkcjami zdaniowymi, utworzonymi za pomocą funktorów zdaniotwórczych (spójników zdaniowych) ze zdań lub prostszych funkcji zdaniowych. Rachunek zdań określa sposoby stosowania funktorów zdaniotwórczych w poprawnym wnioskowaniu.

## Wstęp
Rachunek zdań jest sztucznym, bardzo uproszczonym, językiem, który umożliwia obejście wielu problemów związanych z potocznym językiem np. dwuznaczność słów. W rachunku zdań istotnymi pojęciami są pojęcia składni i semantyki. Składnia odpowiada na pytania z jakich podstawowych znaków składa się język oraz jak stworzyć bardziej skomplikowane wyrażenia, a w szczególności zdania, za pomocą podstawowych znaków. Z kolei pojęcie semantyki zajmuje się kwestią znaczenia podstawowych znaków języka. Semantyka odpowiada również na pytanie odnośnie do znaczenia wyrażeń złożonych z podstawowych znaków, w szczególności spełnienia warunków, aby zdanie mogło być prawdziwe .
W klasycznym rachunku zdań przyjmuje się założenie, że każdemu zdaniu można przypisać jedną z dwu wartości logicznych – prawdę lub fałsz, które umownie przyjęto oznaczać odpowiednio 1 lub 0. Klasyczny rachunek zdań jest więc dwuwartościowym rachunkiem zdań.
W rachunku zdań treść rozpatrywanych zdań nie ma znaczenia, istotna jest jedynie ich wartość logiczna. Wartość logiczną zdań złożonych powstałych przez zastosowanie funktorów zdaniotwórczych określa funkcja prawdy, związana z każdym funktorem zdaniotwórczym. Wartość ta zależy wyłącznie od wartości logicznej zdań składowych, a nie zależy od ich treści. Szczególną rolę w rachunku zdań odgrywają takie zdania złożone, dla których wartość logiczna jest równa 1, niezależnie od tego, jakie wartości logiczne mają zdania proste, z których się składają. Takie zdania nazywa się prawami rachunku zdań lub tautologiami.

## Początki
Zalążki klasycznego rachunku zdań odnaleźć można już w filozofii starożytnej. Rachunkiem zdań zajmowano się również w średniowieczu. Współczesne, sformalizowane oraz pełne ujęcie rachunku zdań po raz pierwszy podał w 1879 roku logik niemiecki Gottlob Frege. Niemałą rolę w dalszym rozwoju rachunku zdań odegrali matematycy polscy, a wśród nich głównie Jan Łukasiewicz i Alfred Tarski.

## Metajęzyk i język przedmiotowy.
Należy rozróżniać stosowanie wyrażenia od mówienia o nich . Język staje się językiem przedmiotowym, gdy mówimy o jego wyrażeniach, czyli jest przedmiotem rozważań. Aby mówić w sposób wolny od sprzeczności o wyrażeniach danego języka potrzebujemy innego języka. Ów język nazywamy metajęzykiem. W tym wypadku metajęzykiem jest język polski. Odróżnienie metajęzyka od języka przedmiotowego pochodzi od Alfreda Tarskiego (Pojęcie prawdy w językach nauk dedukcyjnych, Towarzystwo Naukowe Warszawskie 1933, przedruk w: tegoż, Pisma logiczne i semantyczne, t. I, ss. 13-172, PWN 1995).
Przykład:
Londyn jest dużym miastem.
Londyn jest największym miastem Anglii.
Zatem: Największe miasto Anglii jest dużym miastem.
Londyn ma sześć liter.
Największe miasto Anglii ma więcej niż sześć liter.
Zatem: Londyn nie jest największym miastem Anglii.
Obydwa przykłady na pierwszy rzut oka wydają się być poprawne. Z drugiej strony wydają się brzmieć dziwnie. Należy zatem rozróżnić między miastem Londyn i wyrażeniem ‘Londyn’. Aby mówić o wyrażeniu należy to zaznaczyć np. poprzez skorzystanie z apostrofów. Drugi przykład powinien wyglądać zatem następująco.
‘Londyn’ ma sześć liter.
‘Największe miasto Anglii’ ma więcej niż sześć liter.
Zatem: ‘Londyn’ nie jest ‘największym miastem Anglii’.
Gdy mówimy „Londyn jest dużym miastem”, stosujemy zwrot ‘Londyn’, aby powiedzieć coś o mieście. Z kolei gdy używamy zwrotu „‘Londyn’ ma sześć liter”, to mówimy o wyrażeniu ‘Londyn’.

## Składnia rachunku zdań
Alfabet rachunku zdań składa się z trzech rodzajów znaków : zmiennych zdaniowych, funktorów zdaniotwórczych i znaków pomocniczych:
Zmienne zdaniowe (zdania)
'{\displaystyle p}', '{\displaystyle q}', '{\displaystyle r}', '{\displaystyle s}' itd. lub gdy potrzebne: '{\displaystyle p_{1}}', '{\displaystyle p_{2}}', '{\displaystyle p_{3}}', ..., '{\displaystyle q_{1}}', '{\displaystyle q_{2}}',...
Funktory zdaniotwórcze (spójniki zdaniowe)
koniunkcja, alternatywa, równoważność, implikacja logiczna itd.
Znaki pomocnicze
nawiasy: '(', ')', '[', ']', '{', '}'.
Definicja: {\displaystyle A} jest wtedy i tylko wtedy zdaniem rachunku zdań, jeśli spełniony jest jeden z poniższych warunków
1) {\displaystyle A} jest zmienną zdaniową
2) {\displaystyle B} i {\displaystyle C} są zdaniami rachunku zdań i {\displaystyle A} jest równe {\displaystyle \neg B,} {\displaystyle (B\wedge C),} {\displaystyle (B\vee C),} {\displaystyle (B\rightarrow C)} lub {\displaystyle (B\leftrightarrow C).}
Zasada opuszczania nawiasów
- Zewnętrzne nawiasy mogą zostać opuszczone.
- '{\displaystyle \wedge } i '{\displaystyle \vee }' wiążą mocniej niż '{\displaystyle \rightarrow }' i '{\displaystyle \leftrightarrow }'.

## Definicja wyrażenia sensownego KRZ
Wyrażeniem sensownym KRZ lub formułą KRZ, nazywamy taki i tylko taki skończony ciąg symboli alfabetu KRZ, który jest zbudowany zgodnie z następującymi regułami:
- Każda zmienna zdaniowa jest formułą.
- Jeżeli α i β są formułami, to ich połączenie funktorem też jest formułą.